# Triumph Tina
De Triumph Tina, later bekend als Triumph T10, was een lichte scooter die het Britse merk Triumph produceerde van 1962 tot 1970.

## Voorgeschiedenis
In 1954 was Triumph begonnen met de productie van lichte motorfietsjes voor woon-werkverkeer, aanvankelijk met de 150cc-Triumph T15 Terrier en daarna met de 200cc-Tiger Cubs. Triumph was eigenlijk meer het merk van zware (500- en 650 cc) paralleltwins, maar voor lichte modellen bestond een markt, vooral toen de Britse regering vanaf 1960 de "Learners permits" beperkte tot motorfietsen van minder dan 250 cc. Om in te haken bij de scooterrage had men in 1959 ook de 175- en 250cc-Triumph Tigress uitgebracht.

## Triumph Tina
Hoewel er binnen het bedrijf weerstand bestond uit angst om het "stoere" imago van Triumph te schaden, verscheen in 1962 de door Edward Turner ontwikkelde 100cc-Triumph Tina scooter. Dit lichte scootertje was vooral gericht op vrouwelijke klanten, als handig vervoermiddel voor de dagelijkse boodschappen. Dankzij een centrifugaalkoppeling en de Continu variabele transmissie was schakelen en koppelen niet nodig. De verkoopslogan was dan ook "The scooter that thinks for itself". Bij de marketingcampagne werd de popster Cliff Richard ingeschakeld. Desondanks bleven de verkopen tegenvallen.

#### Problemen
Enkele maanden voor de presentatie van de Triumph Tina wist Edward Turner, die op het punt stond met pensioen te gaan, Bert Hopwood over te halen om hem als Triumph-directeur op te volgen. Turner en Hopwood hadden van 1936 tot 1947 een moeizame samenwerking gehad, waardoor Hopwood verbaasd was dat de keuze juist op hem viel. Ze werkten echter prettig samen aan het nieuwe motorblok voor de Bonneville 650, waardoor hun relatie snel verbeterde. Dat veranderde weer toen Hopwood vlak voor de presentatie van de Tina ontdekte dat de ontwikkelings- en testafdeling nog nooit een compleet prototype had kunnen testen. Hopwood was woedend en gelaste meteen de bouw van drie prototypen om te testen. Het was een duur project. Er was zelfs een extra vleugel aan de fabriek gebouwd omdat het geperst stalen frame zijn eigen machines nodig had. Hier konden met gemak 1.000 scooters per week worden gebouwd. Het verbaasde Hopwood dan ook dat de raad van directeuren van de BSA-groep toestemming had gegeven zonder dat er uitgebreid getest was. Het maken van de prototypen zou weken duren, maar de presentatie aan de dealers, inclusief lunchbuffet in de voortuin van de fabriek in Meriden, werd niet verschoven. Hopwood was radeloos en tot overmaat van ramp vertelde Turner hem een dag voor de presentatie dat hij weer eens naar Californië zou gaan. Hopwood had nog 12 uur om het ontwerp te bestuderen. Gelukkig was er inmiddels wat getest, waardoor al een paar kinderziekten kwamen bovendrijven, maar de grootste problemen ontstonden toen de productie al was gestart. De motor was moeilijk te starten en de frames verbogen, maar het ergste was de automatische koppeling die al snel helemaal vastliep. Het achterwiel was dan geblokkeerd, waardoor zelfs duwen onmogelijk was. Om de motor te kunnen starten (met de kickstarter aan de linkerkant) moest een schakelaar op het stuur op "start" worden gezet om te voorkomen dat de machine direct vertrok. Dit overkwam Turner zelf, waardoor hij tegen een stoeprand reed en een enkel brak. Hopwood besloot de centrifugaalkoppeling te herzien: hij verving de ballen die de koppeling door centrifugaalkracht aanstuurden door wigvormige gewichten en maakte een nieuw frame. Het was eigenlijk te laat: de Triumph Tina stond te boek als een "lachertje" en toen de management consultants van de BSA-groep er ook nog eerst hun licht over moesten laten schijnen was de scootermode al voorbij.

## Triumph T10
In 1965 werd de Tina opgevolgd door de T10, met een verbeterde CVT. De startschakelaar was er nu ook niet meer. In plaats daarvan zat er een drukschakelaar onder het zadel. De bestuurder kon nu de motor zonder problemen starten, de schakelaar werd geactiveerd door het gewicht op het zadel. Als de bestuurder zat kon de T10 pas wegrijden. Dit veroorzaakte een probleem bij de perspresentatie. De schakelaar was afgesteld op 63 kg, maar de dame die de machine demonstreerde woog slechts 51 kg. De T10 weigerde dan ook te vertrekken. In 1970 werd de productie van de T10 beëindigd.

## Double Trouble
In het beginstadium werden van de Triumph Tina twee afwijkende prototypen gemaakt, die het productiestadium niet haalden: een driewieler met een enkel centraal voorwiel en zelfs een vierwieler met twee zitplaatsen naast elkaar, waarbij feitelijk twee Tina's aan elkaar gekoppeld waren. Bert Hopwood vond dit laatste exemplaar eigenlijk prima rijden, maar gezien de problemen die de Tina al had kreeg het in de fabriek de bijnaam "Double Trouble".